# Зграда Зетског дома
Зграда Зетског дома је објекат наменски грађен као зграда позоришта на Цетињу. Најпрепознатљивији је објекат у историјском језгру града. Грађена је од 1884. до 1896. године, али је свечано отворена 1888. године, када је у њој одиграна представа Балканска царица, драма коју је написао црногорски краљ, тада књаз, Никола I Петровић Његош.
Од 29. јуна 1961. године има статус регистрованог непокретног културног добра од националног значаја. Године 2014. Краљевско позориште Зетски дом са Цетиња постало је део Европске руте историјских театара (The european route of historic theatres), која има за циљ неговање културне баштине одабраних европских позоришта насталих између 1500. и 1900. године.

## Изградња
Објекат је грађен од 1884. до 1896. године. Чим је 1884. покренута иницијатива за подизање Зетског дома, „нарочите куће у којој ће бити мјеста за позориште, библиотеку и музеј”, позив за добровољне прилоге објављен је у Гласу Црногорца: „Зетски дом не може и не смије бити својина никаквог приватног друштва, него цијелог црногорског народа, за то је право да га народ и подигне“. Позиву су се, поред чланова краљевске породице и државних организација, одазвали житељи Цетиња и околних села, Подгорице, Никшића и свих других црногорских градова, Скадра, Новог Сада, Сремских Карловаца, Сплита, Загреба и Беча.

## Архитектура зграде
Зграду Зетског дома пројектовао је хрватски архитекта Јосип Сладе Шиловић и она се сматра једним од његових значајнијих дела. Радовима су непосредно руководили Тоша Гојковић и Јово Терзовић. Сладе и Терзовић су за ово дело одликовани Орденом књаза Данила I.
Реч је о јединственој неороманичкој грађевини, на чијем се екстеријеру посебно истиче улазни трем са три лука и терасом изнад њега. Простор je koncipiran kao чиста тробродна структура, при чему су у централном броду улазни хол, гледалиште и позорница. По отварању, зграда Зетског дома имала је површину од 964 m²: партер и галерију са 300 места за гледаоце, 17 ложа и позорницу дубине 14 m, а ширине 7 m.
У то доба, нарочиту пажњу привлачили су барокни украси са позлатoм, као и таваница на којој је било осликано седам муза уметности Таваницу је осликао чешки сликар Франтишек Женишек. Он је, по одобрењу књаза Николе, радио и оригиналну позоришну завесу са призорима гуслара испод дрвета, око кога су окупљени Црногорци који га слушају.

## Оштећења и реконструкције
Током историје, објекат је у више наврата био реконструисан, девастиран и обнављан.

### 1910
По проглашењу Устава Књаежевине Црне Горе, 1906. године, па све до 1910. у Зетском дому је заседао црногорски парламент. Након детаљне санације објекта, поверене италијанском архитекти Ђан Карлу Магуљанију (Gian Carlo Magugliani), 16. маја 1910. објекат је свечано отворен, а Зетски дом добија статус професионалног позоришта.

### 1916 — 1931
Године 1916. зграда је уништена у пожару. Током Великог рата Аустроугарска војска претворила ју је у шталу, а на крају рата, пре повлачења, окупатори су зграду Зетског дома опљачкали и спалили, заједно са читавим инвентаром. Обновљена је 1931. године, али је током реконструкције нарушен првобитни изглед предње фасаде. Уместо три лука на трему је примењен само један. Направљени су озбиљни пропусти и при реконструкцији гледалишта — са половине седишта било немогуће видети сцену, а била је поремећена и акустика.

### 1962
Током 1962. године зграда је оштећена у још једном пожару.

### 1979 — 1985
Пожаром из 1962. оштећена зграда додатно је страдала у земљотресу 1979. године. Последња велика обнова здања уследила је 1985. године, када је екстеријеру враћен изворни изглед, али уз много измена у ентеријеру. Позоришна дворана данас има укупно 240 седишта, у партеру, на галерији и на балкону.